# Donisthorpe
Donisthorpe – wieś w Anglii, w hrabstwie Leicestershire, w dystrykcie North West Leicestershire. Leży 29 km na zachód od miasta Leicester i 167 km na północny zachód od Londynu.